# Louis Fornel
Louis Fornel (20 août 1698 - 30 mai 1745) était un marchand, explorateur et seigneur en Nouvelle-France. 

## Biographie
Il est né à Québec, fils de Jean Fornel, marchand, et d’Anne-Thérèse Levasseur, le 20 août 1698. Il épousa Marie-Anne Barbel le 31 décembre 1723, et ils eurent 14 enfants. Durant les années 1730, il commença à s’intéresser à la chasse au loup marin, nouvelle industrie prometteuse de la côte du Labrador. En 1737, Louis Fornel, François Havy et Jean Lefebvre obtenaient les deux-tiers des parts du poste de chasse au loup marin encore inexploité de la Baie des Châteaux, sur le détroit de Belle-Isle, de son concessionnaire, Louis Bazil. 
En 1742, tenant Bazil pour un fainéant, Fornel sollicita les autorités locales et le ministre de la Marine, Jean-Frédéric Phélypeaux de Maurepas, de lui concéder le poste, après l’expiration du bail de Bazil en 1745. Cependant, l’exploration de la baie des Esquimaux ne pouvait être différée. Louis Fornel n’était pas le seul Canadien à avoir des vues sur la baie ; stimulé par la compétition, il entreprit en 1743 l’expédition qu’il avait jusque-là déclarée impossible, à moins de recevoir d’abord la concession de la baie des Châteaux. Fornel s’embarqua à Québec le 16 mai 1743, comme passager à bord de l’Expérience (dont il était copropriétaire avec Havy et Lefebvre), qui effectuait son voyage régulier vers la baie des Châteaux, et il poursuivit sa route sur une goélette de pêche louée à Tierpon, Terre-Neuve. Débarqué à la baie des Esquimaux, qu’il rebaptisa baie Saint-Louis, le 11 juillet, il en prit possession, écrivit-il, au nom du Roy, et de la nation française. En fait, en 1740, l’intendant Hocquart croyait que ce site correspondait au fief de Saint-Paul, concédé à Jean-Amador Godefroy de Saint-Paul en 1706 et réuni depuis longtemps au Domaine du roi.
Quelque temps dans les années 1740, Fornel acheté une parcelle de terrain adjacente à Notre-Dame-des-Anges – et peut-être plus important encore, le statut qui est venu avec le titre de seigneur, qu'il nomma Bourg-Louis. Il est décédé à Québec le 30 mai 1745.